# Горачкова, Мария
Мари Горачкова (чеш. Marie Horáčková; род. 24 декабря 1997[…], Пльзень) — чешская лучница, выступающая в соревнованиях в стрельбе из олимпийского лука. Участница Олимпийских игр 2020 года. Дочь лучницы Барборы Горачковой, участницы Олимпийских игр.

## Биография
Мари Горачкова родилась 24 декабря 1997 года. Её мать Барбора Горачкова представляла Чехию на Олимпийских играх 2008 года в Пекине. Отец Зденек является тренером.
Училась в Университете Западной Богемии в Пльзени.

## Карьера
Мари Горачкова начала заниматься стрельбой из лука в 2003 году. Её отец Зденек был её тренером.
В 2017 году Горачкова приняла участие на чемпионате мира среди молодёжи в Росарио. Она не сумела пробиться дальше 1/32 финала в личном турнире, а также стала 21-й в миксте. В том же году Горчкова принимала участие на Кубке мира, но в основную сетку сумела попасть только в Берлине в индивидуальном первенстве. В миксте становилась 25-й в Берлине и 21-й в Солт-Лейк-Сити после рейтингового раунда. На взрослом чемпионате мира в Мехико заняла 28-е место в миксте с Мартином Гамором, не попав в основную сетку, а в индивидуальном первенстве, будучи 62-й после рейтингового раунда, попала в первом матче на польку Наталию Лесняк и уступила ей со счётом 0:6.
В 2018 году на этапе Кубка мира в Анталии и Шанхае добралась до стадии 1/32 финала, а в Берлине выступила в миксте и достигла 1/16 финала. На чемпионате Европы в Легнице приняла участие только в индивидуальном первенстве и заняла 33-е место.
В 2019 году на этапе Кубка мира в Шанхае показала лучший результат в карьере, добравшись до 1/8 финала как в миксте, так и в индивидуальном первенстве. Горачкова также приняла участие на этапе в Берлине, но проиграла в личном турнире уже на стадии 1/32 финала. В том же году выступила на чемпионате мира в Хертогенбосе, но в индивидуальном первенстве не сумела попасть в основную сетку, став лишь 108-й. Также она не квалифицировалась в основные соревнования в миксте, завершив предварительный раунд на 44-м месте.
В 2021 году Мари Горачкова приняла участие на этапе Кубка мира в Париже, где в миксте повторила свой лучший результат в карьере, достигнув 1/8 финала, а в личном турнире выбыла на стадии 1/32 финала. В рамках этого этапа также состоялся отдельный квалификационный турнир на Олимпийские игры в Токио, где Горачкова сумела завоевать путёвку для Чехии. В женских соревнованиях впервые с 2008 право принять участие получила спортсменка Чехии. Прошлую путёвку добыла её мать Барбора, скончавшаяся от рака в 2018 году.
На Олимпиаде она стала 34-й в рейтинговом раунде, набрав 636 очков. В первом раунде женского индивидуального первенства чешская лучница попала на Мики Накамуру из Японии и уступила ей со счётом 2:6. В сентябре на чемпионате мира в Янктоне Горачкова, занимая 16-е место после рейтингового раунда, достигла 1/16 финала. В первом матче она победила Пенни Хили из Великобритании, но затем проиграла Кьяре Ребальяти из Италии.